# Aut-Aut (Kierkegaard)
Aut-Aut (in danese: Enten – Eller) è un'opera del filosofo danese Søren Kierkegaard, nella quale vengono trattate ed esplorate le prime due modalità che l'uomo incontra e con le quali si interfaccia durante la sua esistenza: la vita estetica e la vita etica.
Pubblicato in due volumi il 20 febbraio 1843 sotto lo pseudonimo di Victor Eremita, Aut-Aut descrive due stadi del cammino della vita, uno edonistico, improntato alla vita mondana, al piacere, all'indifferenza nei confronti dei principi e dei valori morali; l'altro basato sul dovere etico e sulla responsabilità, con la conseguente rinuncia ai beni materiali per intraprendere una via religiosa, nel senso dell'espressione latina religare, cioè riunire i frammenti dell'"esistere", culminante con il matrimonio ed il riavvicinamento a Dio. Ciascuna di queste visioni è scritta e rappresentata da un autore fittizio con uno pseudonimo, il cui stile prosaico cambia a seconda dell'argomento oggetto di discussione.
Per esempio, la parte che tratta della visione estetica della vita è scritta nella forma di saggio breve, con figure retoriche ed allusioni, e discute argomenti estetici quali la musica, la seduzione, il dramma e la bellezza. La parte che tratta della vita etica è invece redatta sotto forma di due lunghe lettere, con una prosa più argomentativa e razionale; in essa si discutono la responsabilità etica, l'universalità del dovere morale, il matrimonio. Le visioni espresse dal libro non sono riassunte nettamente, ma presenti come esperienze vissute.
Il nodo principale su cui si dispiega l'intera opera kierkegaardiana è la domanda primaria, già posta da Aristotele: «Come dovremmo vivere?»

## Contesto storico
Dopo aver scritto Sul concetto di ironia in riferimento costante a Socrate (1841), Kierkegaard lasciò Copenaghen nell'ottobre 1841 per passare l'inverno a Berlino. Lo scopo principale di questa visita era di frequentare le conferenze del filosofo tedesco Friedrich Wilhelm Joseph Schelling, a quel tempo una figura molto autorevole. Queste conferenze furono, però, una delusione per molti degli ascoltatori nel pubblico, come Mikhail Bakunin e Friedrich Engels, e Kierkegaard stesso lo descrisse come un senza senso insopportabile. Durante la sua permanenza, Kierkegaard lavorò al manoscritto di Aut-aut, prese lezioni per perfezionare il suo tedesco e assistette a rappresentazioni ed opere liriche, in particolare da Wolfgang Amadeus Mozart e Johann Wolfgang Goethe. Tornò a Copenaghen nel marzo del 1842 con un abbozzo del manoscritto, che fu completato verso la fine del 1842 e pubblicato nel febbraio 1843.
Il titolo Aut-Aut è una affermazione/asserzione della logica aristotelica, sottolineando:
- il principio di identità (A = A; una cosa è identica a sé stessa);
- il principio del terzo escluso (o A o non A; una cosa può essere qualcosa o non quel qualcosa, non c'è una terza scelta);
- la Legge di non contraddizione (non esiste A e non A allo stesso tempo; una cosa non può essere sia vera che falsa allo stesso istante).

Nella Scienza della logica (1812-1816), Georg Wilhelm Friedrich Hegel aveva criticato i principi della logica classica di Aristotele poiché statici, anziché dinamici, e li aveva sostituiti con la propria logica dialettica. Hegel aveva aggiunto delle modifiche per le leggi di Aristotele:
- Il principio di identità è impreciso perché una cosa è sempre più di se stessa.
- il principio del terzo escluso è impreciso perché una cosa può essere sia se stessa che molte altre
- il principio di non contraddizione è impreciso perché ogni cosa nell'esistenza è sia sé stessa e non sé stessa.[rielaborare].

Kierkegaard arguisce che la filosofia di Hegel aveva disumanizzato la vita col negare il libero arbitrio e la possibilità di scelta attraverso la distruzione dell'"aut-aut". La struttura dialettica del processo di cambiamento rende l'esistenza troppo semplice, nella teoria di Hegel, perché i conflitti sono alla fine mediati e scompaiono automaticamente attraverso un processo naturale che non richiede altra scelta individuale che una sottomissione alla volontà dell'Idea o del Geist. Kierkegaard lo vide come una negazione del vero essere se stessi e invece sosteneva l'importanza della responsabilità personale e del fare le proprie scelte.

## Struttura
Il libro è il primo delle prime opere pseudonime di Kierkegaard, una pratica che lui usò durante la prima metà della sua carriera.
In questo caso vengono usati quattro pseudonimi:
- Victor Eremita - il compilatore ed editore fittizio dei testi, che dice di averli trovati in un antico scrittoio.
- A - il soprannome dato all'autore fittizio del primo testo ("Enten") da Victor Eremita, che dice di non conoscerne il vero nome.
- l'assessore (o giudice) Wilhelm (o Guglielmo) - l'autore fittizio del secondo testo ("Eller").
- Johannes (ispirandosi al Don Giovanni di Mozart) - l'autore, sempre fittizio, di una sezione di "Enten" chiamata "Diario del seduttore".[2]

## Aut (Enten)
Il primo volume, l'Enten, descrive la fase estetica dell'esistenza. Contiene una raccolta di fogli, trovata da Victor Eremita e scritti da A, l'esteta. 
L'esteta, secondo il modello di Kierkegaard, si troverà alla fine nella "disperazione", uno stato psicologico (esplorato più approfonditamente in Il concetto dell'angoscia e La malattia mortale) che è risultato dal riconoscimento dei limiti dell'approccio estetico alla vita. L'angoscia di Kierkegaard è in qualche modo un analogo precursore dell'angoscia esistenziale. La reazione naturale è di fare un passo finale verso la seconda fase, quella "etica", che è definita come una tappa in cui la scelta razionale e l'impegno (la dedizione?) prendono il posto dei desideri inconsistenti della modalità estetica. In ultimo, per Kierkegaard, sia la fase estetica che quella etica sono entrambe sostituite da quella che lui chiama la modalità "religiosa".

### Diapsalmata
La prima sezione di Enten è una raccolta di molti aforismi, epigrammi, aneddoti e meditazioni sulla modalità estetica della vita. La parola 'diapsalmata' deriva da 'psalm' (salmo) e significa "ritornelli". Contiene alcuni versi tra i più famosi e poetici dell'autore, come "Cos'è un poeta?", "Libertà di parola" versus "Libertà di pensiero", l'"Inamovibile pezzo degli scacchi", il clown tragico, e le risate degli dèi.

### Gli stadi erotici immediati, ovvero il musicale-erotico
È un saggio che discute l'idea che la musica esprima lo spirito della sensualità. A valuta alcune figure del teatro operistico di Mozart quali Cherubino, Papageno e Don Giovanni.

### Saggi letti davanti al Symparanekromenoi
Le seguenti tre sezioni sono saggi letti in conferenza da A al Symparanekromenoi, un club o una compagnia della morte. Il primo saggio, che parla di tragedia antica e moderna, è chiamato Il motivo tragico antico riflesso nel moderno. Il secondo, Silhouettes, parla delle eroine moderne: Marie Beaumarchais dal Clavigo di Goethe, Elvira dal Don Giovanni di Mozart e Margarete dal Faust di Goethe. Il terzo saggio, chiamato Il più infelice, discute la domanda ipotetica: «chi merita di essere definito più infelice di chiunque altro?» e perviene alla conclusione per la quale il più infelice è colui il quale non poté mai morire, figura la quale viene identificata dal teologo danese nel cosiddetto «ebreo errante».

### Il primo amore
In questa parte, Kierkegaard esamina il concetto di 'primo amore' come l'apice dell'estetico, usando i suoi concetti di "chiusura" (indesluttethed in danese) e il demoniaco (demoniske) riferendosi alla commedia Il primo amore di Eugène Scribe.

### La rotazione delle colture: un tentativo di teoria di prudenza sociale
Nell'agricoltura, si fa la rotazione delle colture per mantenere il suolo fertile e pieno di nutrienti. La rotazione delle colture in Aut-aut si riferisce al bisogno dell'esteta di mantenere interessante la sua vita, per evitare sia la noia, che il bisogno di affrontare le responsabilità della vita etica.

### Il diario del seduttore
Scritto dal seduttore Johannes (chiaro riferimento al Don Giovanni di Mozart), questa sezione illustra come l'esteta mantiene l'interessante come il suo valore più alto e come, per soddisfare le sue riflessioni voyeuristiche, manipola la sua situazione da noiosa ad interessante. Lui usa ironia, artificio, capriccio, immaginazione e prepotenza per escogitare possibilità soddisfacenti dal punto di vista poetico; non è così interessato all'arte della seduzione come alla creazione delle sue interessanti possibilità.

## Aut (Eller)
Il secondo volume rappresenta lo stato etico. Victor Eremita ha trovato un gruppo di lettere da un giudice in pensione Wilhelm, un altro autore pseudonimo, ad A, in cui il primo cerca di convincere il secondo del valore dello stadio etico della vita.
Comunque, una persona etica può ancora apprezzare i valori estetici. La differenza è che la ricerca del piacere è temperata da valori etici e responsabilità.
- Validità estetica del matrimonio: la prima lettera tratta della validità estetica del matrimonio e difende il matrimonio come stile di vita.
- L'equilibrio tra l'estetico e l'etico nell'elaborazione della personalità: la seconda lettera tratta la materia etica più esplicita dello scegliere il bene, o se stessi, e del valore di fare scelte vincolanti nella vita.
- Ultimatum: il volume finisce nell'Edificazione nel pensiero che: contro Dio siamo sempre nell'errore.

Introducendo lo stadio etico non è inoltre chiaro se Kierkegaard riconosce uno stato etico senza la religione. La libertà sembra denotare la libertà di scegliere la volontà per fare ciò che è giusto e denunciare ciò che è sbagliato in un modo laico e quasi kantiano. Tuttavia, il dolore (angeren) sembra essere una categoria religiosa particolarmente legata al concetto cristiano di salvezza.

## Discorsi e opere successive
Insieme a questa opera, Kierkegaard pubblicò, sotto il suo vero nome, due eloqui "edificanti" il 16 maggio del 1843, concepiti per complementare Aut aut, chiamati L'attesa della Fede e Ogni Bene ed ogni Dono Perfetto viene dall'alto.
Kierkegaard pubblicò anche un altro discorso durante la stampa della seconda edizione di Aut-Aut nel 1849.
In aggiunta ai discorsi, una settimana dopo la pubblicazione di Aut-Aut, Kierkegaard pubblicò un articolo di giornale sul Fædrelandet intitolato "Chi è l'autore di Aut-Aut?", nel quale cercava di creare un autorevole distacco dall'opera, enfatizzandone i contenuti e l'incarnazione di un diverso stile di vita per ogni pseudonimo.
Sotto lo pseudonimo A. F., Kierkegaard scrive:
L'ultimatum posto alla fine del secondo volume di Aut-Aut preludeva a una discussione futura sullo stadio religioso. Questa discussione fu inclusa in Stadi sul cammino della vita (1845). Le prime due sezioni rivisitano e raffinano gli stadi estetico ed etico descritti in Aut-Aut, mentre la terza sezione, Colpevole-Non Colpevole, riguarda lo stadio religioso.

## Temi
I vari saggi contenuti in Aut-Aut aiutano a delucidare le varie forme della vita etica ed estetica. Sia A sia Wilhelm tentano di focalizzarsi primariamente sulle cose migliori che il loro modo di vivere ha da offrire.
| \| Estetico \| Etico \| \| ------------------------------------------------------------------------------------------------------------------ \| ------------------------------------------------------------------------------------------------------------------------------------------------------------------------------------------ \| \| Definito dall'immediatezza: il fallimento di riflettere seriamente sulla natura dello stile di vita di una persona \| Definito dalla riflessione critica: capace di assumersi la responsabilità morale sulle proprie scelte di vita \| \| Considera la vita esteriore come la più importante: l'ego è interamente soggiogato a fattori esterni \| Considera la vita interiore come la più importante: l'ego forgia il carattere, i valori, le inclinazioni, e l'identità personale; così, l'ego è parzialmente dipendente da fattori interni \| \| Accetta passivamente che la vita sia interamente basata su fattori esterni \| Desidera avere un controllo attivo sulla vita \| \| Tende a evitare gli impegni, considerandoli noiosi \| Gli impegni, come l'amicizia e il matrimonio, sono pilastri fondamentali di una vita responsabile ed etica \| \| L'esaurimento dei piaceri estetici conduce alla noia e alla disperazione \| Si sforza di diventare una persona migliore, cercando di avere un ruolo attivo nella formazione del proprio comportamento e del proprio carattere \| | |
| Estetico | Etico |
| Definito dall'immediatezza: il fallimento di riflettere seriamente sulla natura dello stile di vita di una persona | Definito dalla riflessione critica: capace di assumersi la responsabilità morale sulle proprie scelte di vita                                                                              |
| Considera la vita esteriore come la più importante: l'ego è interamente soggiogato a fattori esterni | Considera la vita interiore come la più importante: l'ego forgia il carattere, i valori, le inclinazioni, e l'identità personale; così, l'ego è parzialmente dipendente da fattori interni |
| Accetta passivamente che la vita sia interamente basata su fattori esterni | Desidera avere un controllo attivo sulla vita |
| Tende a evitare gli impegni, considerandoli noiosi | Gli impegni, come l'amicizia e il matrimonio, sono pilastri fondamentali di una vita responsabile ed etica                                                                                 |
| L'esaurimento dei piaceri estetici conduce alla noia e alla disperazione | Si sforza di diventare una persona migliore, cercando di avere un ruolo attivo nella formazione del proprio comportamento e del proprio carattere                                          |

Una caratteristica fondamentale dell'esteta è l'immediatezza. In Aut-Aut, sono esplorati parecchi livelli di immediatezza, dai meno raffinati ai più raffinati. L'immediatezza non raffinata è caratterizzata da un desiderio sfrenato e immediato che punta al godimento che non richiede particolare impegno personale (per esempio, il piacere provocato da alcol, droga, sesso casuale, etc.). L'immediatezza raffinata è caratterizzata dalla pianificazione tesa al miglior godimento possibile della vita in modo estetico. Al posto di scriteriate tendenze edonistiche, i godimenti sono contemplati e "coltivati" per il massimo piacere.
In ogni caso, sia l'esteta raffinato sia quello non raffinato accettano le condizioni fondamentali della loro vita, e rifiutano di assumersi delle responsabilità per poterle cambiare. Se le cose vanno male, l'esteta semplicemente maledice l'esistenza, piuttosto che se stesso, considerandola come frutto di tragiche e inevitabili conseguenze della vita umana e quindi definendo la vita stessa come insignificante.
L'impegno è un'importante caratteristica dell'etico. Gli impegni sono fatti dall'essere un partecipante attivo della società, piuttosto che un osservatore distaccato. L'etico ha un forte senso della responsabilità, dell'impegno, dell'onore e rispetto verso le sue amicizie, la famiglia, la carriera.
Il giudice Wilhelm usa l'esempio del matrimonio come un esempio di istituzione etica che richiede un forte impegno e responsabilità. Laddove l'esteta sarebbe annoiato dalla ripetitività del matrimonio (per esempio, essere sposato solo con una persona), l'etico crede nella necessità della negazione di se stesso al fine di mantenere fede ai propri impegni.

## Interpretazione
Il largo uso di pseudonimi nell'opera crea un problema di interpretazione. A e B sono gli autori dell'opera, mentre Eremita ne è l'editore. Il ruolo di Kierkegaard in tutto questo parrebbe essere quello di discostarsi quanto più possibile dai punti di vista espressi nella sua stessa opera, nonostante l'assurdità degli pseudonimi in lingua latina provi che egli non sperava di nascondere completamente la propria identità al lettore. La prima edizione dei Fogli di Kierkegaard (VIII-2, B 81-89), spiegano questo metodo nella scrittura. Sull'interpretazione si può trovare molto in Il punto di vista sulla mia opera come autore.

### Interpretazione esistenziale
Una interpretazione comune di Aut-Aut presenta al lettore una scelta tra due approcci alla vita. Non esistono modelli o linee guida che indichino quale scegliere. Le ragioni della scelta dello stile di vita etico piuttosto che quello estetico sono sensate solo se si è già impegnati in uno stile di vita etico. Suggerire l'approccio estetico come il male implica che uno abbia già accettato che debba essere fatta una distinzione tra bene e male. Analogamente, scegliere uno stile di vita estetico interessa solo all'esteta, considerando l'etica del Giudice (o Assessore) Wilhelm come inconseguenziale e preferedole i piaceri della seduzione. Così, gli esistenzialisti vedono Victor Eremita presentare una scelta radicale nella quale non si può discernere un valore preordinato.
Comunque, gli stili di vita etico ed estetico non sono gli unici. Kierkegaard continua a definire altri stadi dell'esistenza nei lavori successivi, e gli Stadi sul cammino della vita è considerato un seguito diretto di Aut-Aut.

### Interpretazione kantiana
Un modo più recente per interpretare Aut-Aut è quello di leggerlo come un testo kantiano applicato. Sostenitori di questa interpretazione sono, tra gli altri, Alasdair MacIntyre e Ronald M. Green.
In Dopo la virtù, MacIntyre sostiene che Kierkegaard avesse continuato il progetto illuminista impostato da David Hume e da Kant, sostenendo in particolare che "..è nel tedesco onesto e senza pretese di Kant che il danese elegante ma non sempre trasparente di Kierkegaard trova la propria paternità"
Green nota parecchi punti di contatto tra la filosofia kantiana e Aut-Aut:
| \| \| Immanuel Kant \| Giudice Wilhem \| \| ------------------------------------------------------------- \| ---------------------------------------------------------------------------------------------------------------------------------------- \| ------------------------------------------------------------------------------------------------ \| \| "L'etico è l'universale" \| Quando si agisce su una massima di aiuto reciproco, ci si deve mentalmente creare un mondo con il proprio tipo di umanità e di esistenza \| Una scelta etica richiede la conversione a "uomo universale" o a modello di "umanità essenziale" \| \| "I giudizi morali non possono essere privati o privilegianti" \| Universalizzazione delle massime; distinzione tra imperativi ipotetici e imperativi categorici \| "L'amore terreno è... parzialità; l'amore spirituale non ha parzialità" \| \| "Le leggi etiche sono universalmente note e applicabili" \| Derivato da un principio di ragione aprioristico \| Critica i "pensatori liberi" che cercano di dimostrare la relatività etica \| \| "La razionalità determina la protezione morale" \| Si devono rispettare gli esseri razionali come "fini in sé stessi" \| "[ogni persona] sa di essere un sicario... Ha la sua teologia in sé stesso." \| \| "Felicità come fine supremo" \| La felicità come massima universale è instabile come una legge universale \| Il perseguimento privato della felicità è contrario alla società \| | |                                                                                                  |
| | Immanuel Kant | Giudice Wilhem                                                                                   |
| "L'etico è l'universale" | Quando si agisce su una massima di aiuto reciproco, ci si deve mentalmente creare un mondo con il proprio tipo di umanità e di esistenza | Una scelta etica richiede la conversione a "uomo universale" o a modello di "umanità essenziale" |
| "I giudizi morali non possono essere privati o privilegianti" | Universalizzazione delle massime; distinzione tra imperativi ipotetici e imperativi categorici                                           | "L'amore terreno è... parzialità; l'amore spirituale non ha parzialità"                          |
| "Le leggi etiche sono universalmente note e applicabili" | Derivato da un principio di ragione aprioristico                                                                                         | Critica i "pensatori liberi" che cercano di dimostrare la relatività etica                       |
| "La razionalità determina la protezione morale" | Si devono rispettare gli esseri razionali come "fini in sé stessi"                                                                       | "[ogni persona] sa di essere un sicario... Ha la sua teologia in sé stesso."                     |
| "Felicità come fine supremo" | La felicità come massima universale è instabile come una legge universale                                                                | Il perseguimento privato della felicità è contrario alla società                                 |

Comunque, altri studiosi pensano che Kierkegaard abbia adottato i temi kantiani per criticarli mentre altri ancora sostengono che, nonostante Kierkegaard abbia considerato alcune idee di Kant, le loro posizioni etiche finali sono sostanzialmente differenti. George Stack scrisse, riferendosi a quest'ultima interpretazione, che "nonostante gli echi occasionali dei sentimenti kantiani negli scritti di Kierkegaard (soprattutto in Aut-Aut), la biforcazione tra la sua etica dell'auto-divenire e l'etica meta-empirica e formalistica di Kant è, mutatis mutandis, completa... Siccome l'individualismo radicale, la specificità, l'intimità, e lo sviluppo della soggettività sono di centrale importanza nell'etica esistenzialista di Kierkegaard, è chiaro, essenzialmente, che lo spirito e l'intenzione della sua etica pratica non sia correlato con il formalismo di Kant."

### Interpretazione biografica

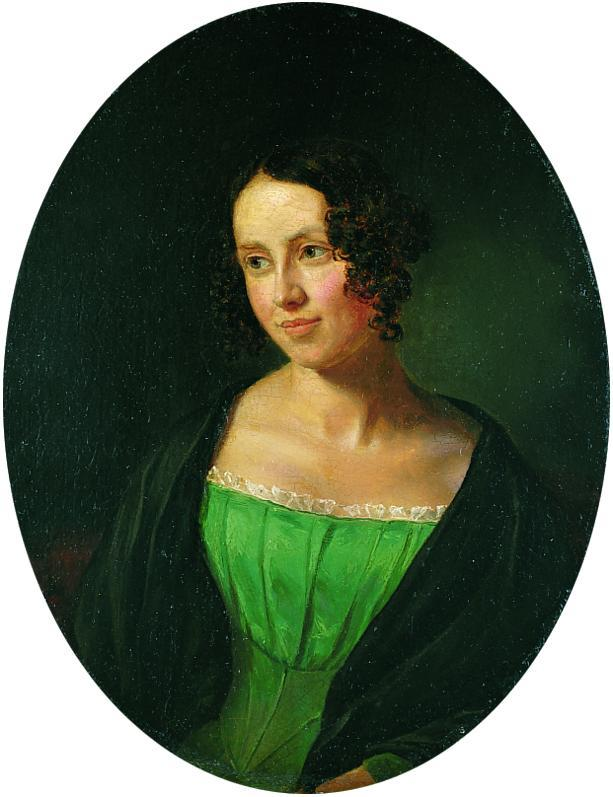
Regina fu l'oggetto delle attenzioni di Kierkegaard, così come Cordelia lo fu per Giovanni il Seduttore.

Da un punto di vista puramente storico e letterario, Aut-Aut può essere vista come un'autobiografia sottilmente velata degli eventi che riguardarono Kierkegaard e la sua ex fidanzata Regina Olsen. Giovanni il Seduttore in Diario del seduttore tratta l'oggetto delle sue attenzioni, Cordelia, così come Kierkegaard tratta Regina: avendo rapporti amichevoli con la sua famiglia, chiedendole di sposarlo, e rompendo poi il fidanzamento.
Aut-Aut, quindi, potrebbe essere l'espressione poetica e letteraria della decisione di Kierkegaard tra una vita di piaceri carnali, che fu da lui sperimentata in giovane età, o la possibilità di un matrimonio con tutte le responsabilità sociali che esso comporta, o dovrebbe comportare. 
In ogni caso, Aut-Aut si pone dal punto di vista filosofico come indipendente da ogni relazione con la vita di Kierkegaard.

## Accoglienza

### Prima accoglienza
Aut-Aut affermò la reputazione di Kierkegaard come un autore rispettabile. Henriette Wulff scrisse in una lettera a Hans Christian Andersen: «Recentemente un libro è stato pubblicato qui con il titolo Aut aut! Dovrebbe essere abbastanza strano, la prima parte piena di Dongiovannismo, scetticismo, eccetera, e la seconda parte attenuata e conciliante, che finisce con un sermone che si dice sia abbastanza eccellente. L'intero libro ha attratto molta attenzione. Non è stato ancora discusso pubblicamente da nessuno, ma lo sarà di sicuro. In realtà si pensa sia di Kierkegaard che ha adottato uno pseudonimo...»
Johan Ludvig Heiberg, hegeliano di rilievo, dapprima criticò la sezione estetica, specialmente la parte del "Diario di un seduttore", disgustato dalle azioni estetiche, affermando: «Uno guarda il libro e la possibilità è stabilita. Uno chiude il libro e dice 'Basta!', ne ho abbastanza di Enten, e non leggerò niente di Eller." Tuttavia, Heiberg lesse Eller, che lo colpì, dicendo di esso "... lampi di illuminazione intellettuale... un raro intelletto molto dotato che, al di fuori di un profondo pozzo di speculazione, ha tirato fuori le più belle visioni etiche, [e che] collega il suo ragionamento con un fiume del più piccante spirito e humour».

### Critiche successive
Aut-Aut fu tradotto in inglese nel 1944; tuttavia, molti degli altri lavori di Kierkegaard erano stati già tradotti, facendo diventare il primo capolavoro di Kierkegaard come l'ultimo ad essere letto da un pubblico straniero. Frederick DeW. Bolman, Jr., insisteva che chi recensiva questo libro lo considerasse in questa maniera: "In generale, noi abbiamo il diritto di scoprire, se possiamo, il significato di un lavoro così completo come Aut aut, considerandolo attraverso i suoi meriti e non riducendo il significato allo scopo di farlo combaciare nella prospettiva posteriore dell'autore. Mi è capitato che questo fosse un servizio per capire Kierkegaard, le cui intuizioni estetiche ed etiche sono state molto mancate di rispetto da chi è infatuato della sua religione di rinuncia e trascendenza... la genialità di Kierkegaard mi sembra stare mostrando che mentre la bontà, la verità e la bellezza non possono derivare le une dalle altre in modo speculativo, tuttavia queste tre sono collegate integralmente nella dinamica di una sana struttura caratteriale".
Thomas Henry Croxall rimase colpito dai pensieri di A sulla musica nel saggio The Immediate Stages of the Erotic, or Musical Erotic. Croxall sostiene che "il saggio dovrebbe essere preso in considerazione da un musicista, perché fa riflettere chi legge, e riflettere abbastanza da chiarire molte delle sue idee; idee, intendo, non solo sull'arte, ma sulla vita" e va avanti a discutere il valore psicologico, esistenziale e musicale dell'opera.
Il Diario di un seduttore in sé, è una novella provocatoria, ed è stata riprodotta separatamente da Aut-Aut parecchie volte. John Updike disse del Diario: "Nella vasta letteratura dell'amore, Il diario di un seduttore è una particolarità; un tentativo febbrilmente intellettuale di ricostruire un insuccesso erotico come un successo pedagogico, una ferita mascherata da ostentazione."
In tempi contemporanei, Aut-Aut ricevette nuova vita come una grandiosa opera filosofica, con la pubblicazione di Dopo la virtù (After Virtue) di Alasdair MacIntyre, dove MacIntyre definisce Aut-Aut come un tentativo di catturare lo spirito dell'Illuminismo sottolineato da David Hume e Immanuel Kant. Dopo la virtù rinnovò Aut-Aut come un importante testo etico nella vena kantiana, come menzionato in precedenza. Anche se MacIntyre accusa Victor Eremita di fallire nel dare un criterio per tutti coloro che adottano uno stile di vita etico, molti intellettuali hanno risposto alle accuse di MacIntyre con Kierkegaard After MacIntyre.

## Edizioni
- (EN)  Either/Or: A Fragment of Life. Translated by Alastair Hannay, Abridged Version. Penguin, 1992, ISBN 978-0-14-044577-0 (Hannay)
- (EN)  Either/Or. Translated by David F. Swenson and Lillian Marvin Swenson. Volume I. Prinecton, 1959, ISBN 0-691-01976-2 (Swenson)
- (EN)  Kierkegaard's Writings, III, Part I: Either/Or. Part I. Translated by Howard and Edna Hong. Princeton, 1988, ISBN 978-0-691-02041-9 (Hong)
- (EN)  Kierkegaard's Writings, IV, Part II: Either/Or. Part II. Translated by Howard and Edna Hong. Princeton, 1988, ISBN 978-0-691-02042-6 (Hong)
- Enten-Eller [Victor Eremita], 1843, tr. Alessandro Cortese, Adelphi, Milano 1976-89, 5 volumi, tr. integrale. Tomo primo: ISBN 978-88-459-0193-5; tomo secondo: ISBN 88-459-0329-X; tomo terzo: ISBN 88-459-0364-8; tomo quarto: ISBN 88-459-0465-2; tomo quinto: ISBN 978-88-459-0664-0.